# Holocaust (televisieserie)
Holocaust is een televisieserie in vier delen van het Amerikaanse netwerk NBC, die voor het eerst werd uitgezonden in april 1978.
De serie speelt zich af tijdens de Jodenvervolging in nazi-Duitsland (die onder invloed van deze serie de Holocaust genoemd is gaan worden). Hij volgt zowel de fictieve Duitse joodse familie Weiss als iemand die in de SS carrière maakt. Belangrijke gebeurtenissen zoals de Kristalnacht, de vorming van de getto's en de gaskamers komen in de serie langs.
Hoewel de serie verschillende prijzen won en bijval van critici kreeg, kreeg hij ook kritiek, onder andere van de auteur en Holocaust-overlevende Elie Wiesel, die de serie 'onwaar', 'aanstootgevend' en 'goedkoop' noemde.
Holocaust is geregisseerd door Marvin J. Chomsky, met acteurs als Meryl Streep, Michael Moriarty, Tovah Feldshuh, Rosemary Harris, Joseph Bottoms, Fritz Weaver, Sam Wanamaker, Ian Holm, Bruce Weitz en James Woods.